# 林芙美子文学賞
林芙美子文学賞（はやしふみこぶんがくしょう）は、 日本の公募新人文学賞。

## 概要
2014年に創設される。北九州市が主催、朝日新聞出版（第2回までは中央公論新社）が協力している。
中・短編作品を対象にしている。優れた短編小説を多く残している、北九州市とのゆかりの深い作家、林芙美子にちなんで創設された。森鷗外にちなんで創設された北九州市自分史文学賞を継承・発展させたものとされる。
年齢、性別、職業、国籍問わず、誰でも応募できる。応募作品の形式は問わない。手書き原稿の場合は、400字詰原稿用紙で50枚以上120枚以内、ワープロ原稿の場合は、A4サイズの白紙に40字×30行とし、原稿用紙換算枚数を記入のこと。大賞は1編が選ばれ、賞金100万円が授与される他、朝日新聞出版発行の『小説トリッパー』（第2回までは中央公論新社発行の『婦人公論』）に作品が掲載される。佳作は数編が選ばれ、賞金10万円が授与される。選考結果は、北九州市立文学館のホームページで発表される。

## 受賞作一覧
年は発表年。
| 回（年）         | 賞   | 受賞・入選作                   | 著者             |            |
| ---------------- | ---- | ------------------------------ | ---------------- | ---------- |
| 第1回（2015年）  | 大賞 | 「次ぎの人」                   | 井岡道子         |            |
| 第1回（2015年）  | 佳作 | 「うつむく朝」                 | 志馬さち子       |            |
| 第1回（2015年）  | 佳作 | 「ものかげの雨」               | 高倉やえ         |            |
| 第2回（2016年）  | 大賞 | 「太陽の側の島」               | 高山羽根子       |            |
| 第2回（2016年）  | 佳作 | 該当作なし                     | 該当作なし       | 該当作なし |
| 第3回（2017年）  | 大賞 | 「とぜね、かちゃくちゃね」     | 工藤千尋         |            |
| 第3回（2017年）  | 佳作 | 「深く、」                     | なかにしさとみ   |            |
| 第4回（2018年）  | 大賞 | 「タイガー理髪店心中」         | 小暮夕紀子       |            |
| 第4回（2018年）  | 佳作 | 「光路」                       | 絹谷朱美         |            |
| 第5回（2019年）  | 大賞 | 該当作なし                     | 該当作なし       | 該当作なし |
| 第5回（2019年）  | 佳作 | 「裏庭」                       | 阿部あみ         |            |
| 第6回（2020年）  | 大賞 | 該当作なし                     | 該当作なし       | 該当作なし |
| 第6回（2020年）  | 佳作 | 「煙草の神様」                 | 芝夏子           |            |
| 第7回（2021年）  | 大賞 | 「塩の道」                     | 朝比奈秋         |            |
| 第7回（2021年）  | 佳作 | 該当作なし                     | 該当作なし       | 該当作なし |
| 第8回（2022年）  | 大賞 | 該当作なし                     | 該当作なし       | 該当作なし |
| 第8回（2022年）  | 佳作 | 「あの子なら死んだよ」         | 小泉綾子         |            |
| 第9回（2023年）  | 大賞 | 「いっそ幻聴が聞けたら」       | 屋敷葉           |            |
| 第9回（2023年）  | 佳作 | 該当作なし                     | 該当作なし       | 該当作なし |
| 第10回（2024年） | 大賞 | 「森は盗む」                   | 大原鉄平         |            |
| 第10回（2024年） | 佳作 | 「人にはどれほどの本がいるか」 | 鈴木結生         |            |
| 第11回（2025年） | 大賞 | 「アナグマ」                   | 津田美幸         |            |
| 第11回（2025年） | 佳作 | 「燃ゆる海」                   | チヒロ・オオダテ |            |

## 選考委員
- 第1回 - 現在 :  井上荒野、角田光代、川上未映子